# Gedeantiloper
Gedeantiloper (Caprinae) er en underfamilie af skedehornede pattedyr. Den indeholder en del af de velkendte græssende pattedyr som f.eks. geder og får. Gedeantiloper omfattede tidligere kun arter som goral, gemse, serov, takin og sneged, men er siden blevet slået sammen med underfamilien af får og geder og inkluderer nu desuden moskusokse og andre.
De fleste er udprægede bjergdyr. Hos får (Ovis) har kun hannen horn (oprullet på siden af hovedet). Hos geder (Capra) har begge køn sabelformede bagudbøjede horn.

## Systematik
Underfamilien Caprinae omfatter følgende arter:
- Slægt Capra
  - Alpestenbuk, Capra ibex
  - Pyrenæisk stenbuk, Capra pyrenaica
  - Afrikansk stenbuk, Capra walie
  - Nubisk stenbuk, Capra nubiana
  - Sibirisk stenbuk, Capra sibirica
  - Bezoarged (vildged), Capra aegagrus
    - Tamged, Capra aegagrus hircus

  - Skrueged, Capra falconeri
  - Vestkaukasisk tur, Capra caucasia
    - Østkaukasisk tur, Capra caucasia cylindricornis
- Slægt Ovis
  - Tamfår, Ovis aries
  - Muflon, Ovis orientalis
  - Urial (steppefår), Ovis vignei
  - Argali, Ovis ammon
  - Snefår, Ovis nivicola
  - Tyndhornsfår (snefår), Ovis dalli
  - Tykhornsfår, Ovis canadensis
- Slægt Rupicapra
  - Gemse, Rupicapra rupicapra
  - Pyrenæisk gemse, Rupicapra pyrenaica
- Slægt Oreamnos
  - Sneged, Oreamnos americanus
- Slægt Hemitragus
  - Himalaya-tahr, Hemitragus jemlahicus
  - Nilgiritahr, Hemitragus hylocrius
  - Arabisk tahr, Hemitragus jayakari
- Slægt Ammotragus
  - Mankefår, Ammotragus lervia
- Slægt Pseudois
  - Bharal (halvfår, blåfår), Pseudois nayaur
  - Pseudois schaeferi
- Slægt Budorcas
  - Takin, Budorcas taxicolor
- Slægt Ovibos
  - Moskusokse, Ovibos moschatus
- Slægt Capricornis
  - Serov, Capricornis sumatraensis
  - Capricornis rubidus
  - Capricornis milneedwardsii
  - Capricornis thar
  - Capricornis swinhoei
  - Japansk serov, Capricornis crispus
- Slægt Nemorhaedus
  - Goral, Nemorhaedus goral
  - Naemorhedus baileyi
  - Nemorhaedus griseus
  - Naemorhedus caudatus
- Slægt Pantholops
  - Chiru, Pantholops hodgsonii